# Virginia Apgar
Virginia Apgar, född 7 juni 1909 i Westfield, New Jersey, död 7 augusti 1974 i New York, var en amerikansk läkare specialiserad på anestesi och pediatrik. 1953 introducerade hon testet apgarpoäng, med vilket menas att barnet får poäng beroende på hur bra det har återhämtat sig efter själva förlossningen.
Apgars epokgörande arbete publicerades 1953 och Apgarpoängsystemet har blivit den internationella normen för bedömning av asfyxigraden hos nyfödda. Utöver att Apgar blivit "odödlig" genom sin poängskala, var hon även pionjär inom andra områden. Hon startade det första forskningscentret i USA inom teratologi och byggde upp en avdelning för medicinsk genetik. Hon var även skicklig violinist och byggde dessutom själv sina instrument. Hon dog av en progressiv leversjukdom, möjligen inducerad av narkosgaser. År 1994 gavs ett frimärke ut där Apgar avbildades som en av de första läkarna någonsin på ett frimärke i USA.